# Morderen uten ansikt
Morderen uten ansikt är en norsk kriminalfilm från 1936 i regi av Leif Sinding.

## Handling
Godsägare, överste Holgers dotter Irene är förlovad med ryttmästare Rye. En serie tragiska händelser inträffar på överstens gård. Först blir ryttmästaren till sin stora förvåning nekad tillgång till överstens hus och kort därefter följer ett mord. Ryttmästare Rye tillkallar sin vän Asbjørn Krag som uppdagar att översten är utsatt för ett utpressningsförsök. Utpressaren blir dock mördad en natt och misstankarna faller på ryttmästaren. Krag lyckas emellertid bevisa att vännen är oskyldig och att mördaren i själva verket är en cirkushäst som tillhör ryttmästaren. Hästen har tidigare uppträtt i manegen med ett nummer där den dresserats till att sparka en man i gul rock.

## Rollista
- Bias Bernhoft – Asbjørn Krag
- Else Heiberg – Irene Holger
- Steinar Jøranndstad – Rye, ryttmästare
- David Knudsen – Holfer, överste och godsägare
- Johs. Jensen – Bomann, advokat
- Leif Norder – Lund, sorenskrivare
- Arne Kleve – länsmannen
- Sophus Dahl – Brenne, detektiv
- Eugen Skjønberg – Andresen, förvaltare
- Carl Struve	– Berge, lanthandlare
- Leif Juster – butiksassistent
- Finn Bernhoft – Hansen, förvaltare
- Hauk Aabel

## Om filmen
Morderen uten ansikt bygger på Sven Elvestads roman Morderen uten ansigt från 1913. Filmen producerades av Merkur Film med Arne Nørholm som produktionsledare. Den fotades av Ernst Westerberg och klipptes av Leif Sinding. Musiken komponerades av Willie Vieth. Premiären ägde rum den 26 december 1936 i Norge.